# EADS Barracuda
Pour les articles homonymes, voir Barracuda (homonymie).
Le Barracuda, mis au point par EADS Military Air Systems, aujourd'hui Cassidian, est un démonstrateur de drone de combat (ou UCAV, Unmanned Combat Aerial Vehicle) fruit d'une coopération germano-espagnole. Les détails du programme sont particulièrement secrets.

## Description du projet
L'inspiration pour la base de développement du drone est le General Atomics MQ-1 Predator.
Ce drone est avant tout un démonstrateur technologique prévu pour remplacer dans un futur à moyen terme le chasseur bombardier Panavia Tornado de la Bundeswehr dans ses missions de reconnaissance puis, à partir de 2015, effectuer des missions de combat comme le RQ-1 Predator.

## Armement
Tout comme le Predator, il est conçu pour être équipé d'un missile antichar de type Hellfire, missiles et bombes n'étant pas fixés sous les ailes mais dans un compartiment sous le fuselage.

## Essais en vol
Le 1er vol a eu lieu le 2 avril 2006 à San Javier (près de Murcie en Espagne). La mission a duré 20 minutes et le vol s'est déroulé de manière entièrement autonome, suivi seulement par une station au sol pour assurer la sécurité. 
Ce prototype s'est abîmé en mer peu avant l'atterrissage près de Murcie le 23 septembre 2006. La cause de la chute du prototype est un problème informatique.
Les essais reprennent en vol en 2008 avec un second prototype, s'ensuivent d'autres essais au Canada dans les années suivantes.
Le deuxième Barracuda a subi une série de tests à Goose Bay (base des Forces canadiennes Goose Bay), au Canada, en juillet 2009, suivi d'une campagne de vols en 2010 et 2012.

## Fiche technique
Il est équipé de commandes de vol électriques triplex.
- longueur : 8,25 m
- envergure : 7,22 m
- masse à vide : 2 300 kg
- masse maximale : 3 250 kg
- moteur=Pratt & Whitney JT15D
- type de moteur=turbofan
- vitesse maximale: 1 041 km/h
- vitesse maximale : Mach 0,85
- portée : 200 km